# Jorge «Che» Reyes
Jorge Reyes Silveyra (Buenos Aires, Argentina; 14 de febrero de 1907 — Ciudad de México, México; 29 de marzo de 1985), más conocido como Jorge «Che» Reyes, fue un actor, presentador y empresario argentino que trabajó en la época de oro del cine mexicano.

## Biografía
Jorge Reyes Silveyra nace en la ciudad de Buenos Aires, Argentina, el 14 de febrero de 1907. En su juventud conoce a la futura estrella cinematográfica Arturo de Córdova durante los años que este vivió en el país sudamericano, y al regresar a México Arturo le propone que pruebe fortuna en el país azteca: es así como primero trabaja en la caravana artística de sus compatriotas los hermanitos López, de la que surge otra futura estrella, Marga López.
Sus inicios en cine se dan con La liga de las canciones (1941), con un guion escrito por él mismo y dirigido por Chano Urueta. Su vis cómica pronto le da cabida como actor de reparto en numerosas cintas, en las que acompañaba a los mejores actores de la época, entre las cuales destacan: Yo bailé con don Porfirio (1942) con Joaquín Pardavé; Romeo y Julieta (1943), parodia fílmica protagonizada por Mario Moreno «Cantinflas»; Nana, última cinta de la diva potosina Lupe Vélez; Escándalo de estrellas (1944), primera cinta que dirigía Ismael Rodríguez para Pedro Infante; Una aventura en la noche (1948) con Luis Aguilar; Calabacitas tiernas (1949), primer y afortunado encuentro entre Germán Valdés «Tin-Tan» y quien habría de ser su director de cabecera, Gilberto Martínez Solares; El charro y la dama (1949) con Pedro Armendáriz y Rosita Quintana; La liga de las muchachas (1949), mala comedia musical que se salvaba por tener como protagonistas a dos de las mujeres más hermosas en la historia del cine: Miroslava Stern y Elsa Aguirre; La muerte enamorada (1951) en la que debutaban dos posteriores estrellas de la comedia, Mauricio Garcés y Lalo González «Piporro»; Ay amor como me has puesto! (1951), nuevamente con Tin-Tan; Qué bravas son las costeñas! (1955) y Mi esposa me comprende (1959). 
A la par de su trabajo en cine, Reyes hizo una serie de presentaciones en el teatro hispano de Nueva York, junto a su gran amigo Arturo de Córdova, con el que también quisieron relacionarlo sentimentalmente. Condujo para la televisión el programa Adivine mi chamba, y posteriormente se convirtió en dueño de varios centros nocturnos en los que también fungía como animador y propietario de restaurantes. Todo lo perdió debido a los malos manejos y con sus escasos ahorros abrió una tienda de ropa para hombre en la zona rosa de la Ciudad de México, que también llegó a perder. Murió solo y en la pobreza, víctima de una enfermedad pulmonar, el 29 de marzo de 1985.

## Filmografía

### Cine
- Dos criados malcriados (1960)
- Luz en el páramo (1953)